# رود المشترك
رود المشتركة أو برعان أحمر (الاسم العلمي: Scardinius erythrophthalmus)، هي أسماك المياه العذبة القاعية، منتشرة على نطاق واسع في أوروبا وآسيا الوسطى، حول شمال وبحر البلطيق والأسود وبحر قزوين وبحر آرال.

## قدم بشكل مصطنع
تم تقديمه بشكل مصطنع إلى أيرلندا والولايات المتحدة والمغرب ومدغشقر والنرويج وتونس ونيوزيلندا وكندا وإسبانيا
تم العثور على رود في ولايات الولايات المتحدة: ألاباما، أركنساس، كولورادو، كونيتيكت، جورجيا، إلينوي، إنديانا، كانساس، ماساتشوستس، مين، ميسوري، نبراسكا، نيو جيرسي، نيويورك، أوكلاهوما، بنسلفانيا، ساوث داكوتا، تكساس، فيرمونت،  فيرجينيا، فيرجينيا الغربية، ويسكونسن. [1]  قد لا تشمل هذه القائمة جميع الولايات التي تحتوي على مجموعة من السكان من رود

## الأنواع الغازية
تم الإبلاغ عن رود في الولايات المتحدة على الأقل في وقت مبكر من عام 1925. 
لا يجوز لأي شخص أو شركة أو شركة أو شراكة أو جمعية امتلاك أو بيع أو عرض للبيع أو الاستيراد أو جلب أو الإفراج أو التسبب في إحضار أو استيراد أي نوع من أنواع الأسماك «رود» (سكاردينيوس احمرار) إلى ولاية ألاباما أو «صرصور»((روتيلوس روتيلوس)، أو أي أنواع هجينة من أي نوع. تم الإبلاغ عن هذا النوع في ألاباما من فيرست كريك في مقاطعة لودرديل، ألاباما، كاليفورنيا. 1987 

## هوية

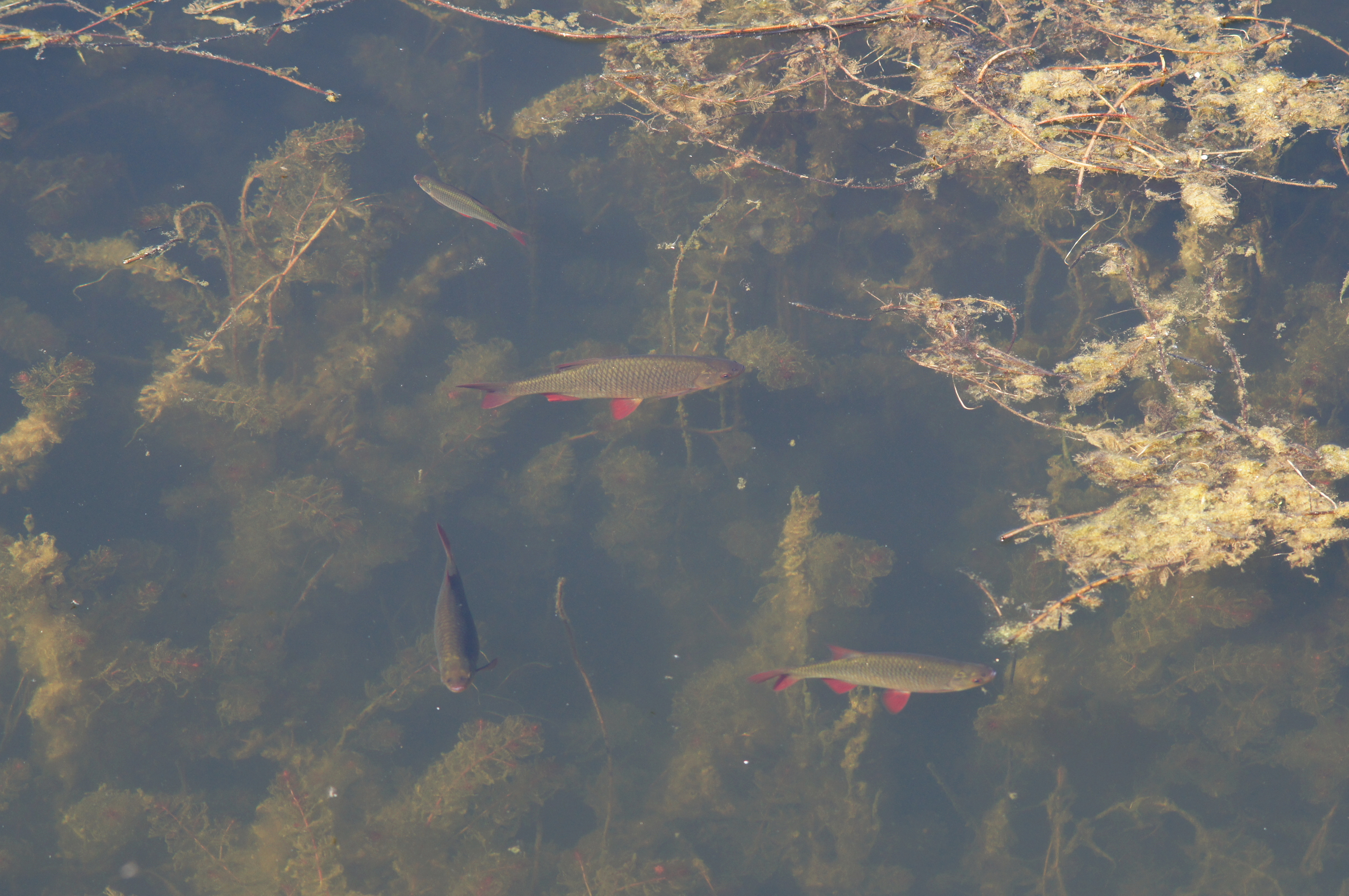
دفة كبيرة في بيئة طبيعية

من الناحية الشكلية، هذا النوع يشبه إلى حد بعيد الصرصور ((روتيلوس روتيلوس)، والذي يمكن الخلط معه بسهولة.  يمكن التعرف عليه من خلال لون العين الأصفر.  تحتوي عين الصرصور على بقعة حمراء كبيرة فوق حدقة العين، والتي يمكن أن تكون أكثر أو أقل وضوحًا.  تتميز الدودة بفم مقلوب يسمح لها بالتغذية بسهولة في الجزء العلوي من الماء.  يكون وضع الزعنفة الظهرية أكثر في الخلف وهو ما يمكن رؤيته حتى في الأسماك الصغيرة جدًا.  يوجد عادة مقياس واحد أو مقياسين فقط بين طرف زعانف الحوض والزعانف الشرجية، بينما يوجد خمسة في الصرصور.  كما أن جلد الرود أخضر مصفر، بينما الصرصور يميل للزرقة على الأجنحة.  كما يمكن رؤية الفم المقلوب حتى في الأسماك الصغيرة.  علاوة على ذلك، فإن عدد الأشعة اللينة للرود في الزعنفة الظهرية (8-9 مقارنة بـ10-12).  يمكن أن يكون هناك ارتباك مع بيئة التطوير المتكاملة أيضًا، والتي لها نطاقات أصغر.
هناك مجموعة متنوعة من الرود الشائعة، والتي تحظى بشعبية بين مربي البرك، والمعروفة باسم الرود الذهبي ، والتي لها جسم ذهبي اللون.
يمكن أن ينمو حجم رود إلى حوالي 45-50 سم بمتوسط حوالي 25 سم.
الزعنفة الظهرية والزعانف الصدرية رمادية اللون مع صبغة حمراء وكل الزعانف الأخرى حمراء زاهية. هذا التلوين للزعانف هو السمة التي يشير إليها اسم القرن السابع عشر «رود».

## علم البيئة
يفضل رود المياه الصافية الغنية بالنباتات. تتغذى أيضًا على النباتات المائية عندما تتجاوز درجة الحرارة 18 درجة مئوية. يبحثون عن فريسة حية في المستويات العليا. إنهم يفضلون المياه متوسطة التغذية، بينما يوجد الصرصور أحيانًا مع الفرخ في المياه الفقيرة بالمغذيات. يبدو أن رود يفضل الماء غير الحمضي. 
وتفضل المناطق العشبية الضحلة في البحيرات والمياه الخلفية للأنهار، حيث تضع الإناث الناضجة ما يصل إلى 200000 بيضة على النباتات المغمورة. يأكل شباب رود العوالق الحيوانية والحشرات المائية وأحيانًا الأسماك الصغيرة الأخرى. يأكل رود الناضج، الذي يبلغ طوله حوالي 18 بوصة ويزن حوالي 3 أرطال، النباتات المائية في الغالب. يمكن أن تستهلك الدودة ما يصل إلى 40٪ من وزن الجسم في الغطاء النباتي يوميًا، ويتم تصريف ما يصل إلى 80٪ منها كنفايات، مما يؤدي إلى إطلاق العناصر الغذائية في عمود الماء. يمكنهم تحمل مجموعة واسعة من درجات الحرارة وظروف المياه، بما في ذلك المياه الملوثة أو المغذيات. في المختبر، تهجين رود بسهولة مع اللمعان الذهبي الأمريكي (Notemigonus crysoleucas). تأتي من الفضة والذهب، وتباع أحيانًا كنباتات زينة للأحواض.
تم الإبلاغ عن الحد الأقصى للعمر على أنه 17 عامًا. تم الإبلاغ عن النضج الجنسي في 2-3 سنوات.

## روابط خارجية
- Rudd at the Department of Conservation (نيوزيلندا)